# Језици Бразила
Португалски језик је званични и национални језик Бразила и њиме се говори већина становништва. Бразил је најнасељенија земља португалског говорног подручја на свету, једина земља коју су Португалци колонизовали у Америци. Целокупно територијално проширење је било уједињено, пре и после стицања независности од Португала.
Осим португалског, земља има и бројне мањинске језике, укључујући домородачке језике, као што је Нхенгату (потомак Тупија), и језике новијих европских и азијских имиграната, као што су италијански, немачки и јапански. У неким општинама ови мањи језици имају званични статус: Нхенгату је, на пример, службени језик у Сао Габриел да Качоејра, док је одређени број немачких дијалеката званични у девет јужних општина.
Хунсрик је германски језик који се такође говори у Аргентини, Парагвају и Венецуели. Хунсрик има званични статус у Антонио Карлос и Санта Марија до Хервал, а држава Рио Гранде до Сул га признаје као део свог историјског и културног наслеђа.
Пољски и украјински се углавном говоре у држави Парана, имигранти пореклом из бивше Аустро-Угарске, покрајине Галиција.